# Luxemburg op de Olympische Zomerspelen 2016
Luxemburg nam deel aan de Olympische Zomerspelen 2016 in Rio de Janeiro, Brazilië. Tot de selectie behoorden tien atleten, actief in vijf verschillende sporten. Twee sporters kwamen uit in de atletiek: voor het eerst sinds de Spelen van 2004 vaardigde Luxemburg deelnemers in die sport af.
Wielrenner Fränk Schleck beëindigde zijn langdurige carrière bij de wegwedstrijd.

## Deelnemers en resultaten
(m) = mannen, (v) = vrouwen 

### Atletiek
| Olympiër         | Discipline | Resultaat | Prestatie                |
| ---------------- | ---------- | --------- | ------------------------ |
| Charles Grethen  | 800m (m)   | 38e       | serie 7: 5de in 1.48,93  |
|                  |            |           |                          |
| Charline Mathias | 800m (v)   | 58e       | serie 6: 8ste in 2.09,30 |

### Tafeltennis
| Olympiër      | Discipline    | Resultaat | Prestatie |
| ------------- | ------------- | --------- | --- |
| Ni Xialian VS | enkelspel (v) | 17e       | voorronde: vrij 1ste ronde: W van BRA Kumahara: 4–3 (12-10, 14-16, 8-11, 9-11, 11-8, 11-3, 14-12) 2de ronde: W van ESP Yanfei: 4–3 (12-10, 10-12, 12-10, 6-11, 10-12, 11-4, 11-7) 3de ronde: V van SIN Feng: 2–4 (11-8, 11-5, 8-11, 5-11, 4-11, 5-11) |

### Tennis
| Olympiër         | Discipline    | Resultaat | Prestatie |
| ---------------- | ------------- | --------- | --- |
| Gilles Müller VO | enkelspel (m) | 9e        | 1ste ronde: W van POL Janowicz: 5–7, 6–1, 7–6 (10) 2de ronde: W van FRA Tsonga: 6–4, 6–3 3de ronde: V van ESP Agut: 4–6, 6–7 (4) |

### Wielersport
| Olympiër          | Discipline       | Resultaat | Prestatie            |
| ----------------- | ---------------- | --------- | -------------------- |
| Fränk Schleck     | weg (m)          | 20e       | 6:13.36 (+3.31, 20e) |
|                   |                  |           |                      |
| Christine Majerus | tijdrit (v)      | 22e       | 48.16,17             |
| Chantal Hoffmann  | wegwedstrijd (v) | DNF       | DNF                  |
| Christine Majerus | wegwedstrijd (v) | 18e       | 3:56.34              |

### Zwemmen
| Olympiër            | Discipline          | Resultaat | Prestatie                |
| ------------------- | ------------------- | --------- | ------------------------ |
| Raphaël Stacchiotti | 100m vrije slag (m) | 47e       | serie 3: 6de in 50,79    |
| Laurent Carnol      | 100m schoolslag (m) | 27e       | serie 3: 4de in 1.00,88  |
| Laurent Carnol      | 200m schoolslag (m) | 21e       | serie 2: 3de in 2.11,94  |
| Raphaël Stacchiotti | 200m wisselslag (m) | 21e       | serie 1: 1ste in 2.00,21 |
| Raphaël Stacchiotti | 400m wisselslag (m) | 23e       | serie 2: 7de in 4.20,37  |
|                     |                     |           |                          |
| Julie Meynen        | 50m vrije slag (v)  | 26e       | serie 7: 2de in 25,12    |
| Julie Meynen        | 100m vrije slag (v) | 25e       | serie 3: 4de in 55,09    |